# منوچهر حبیبی
منوچهر حبیبی (زادهٔ ۱۳۵۰ در کهگیلویه و بویراحمد) سیاستمدار ایرانی است که از آذر ۱۴۰۳ به‌عنوان‌ استاندار کرمانشاه فعالیت می‌کند.

## تحصیلات
منوچهر حبیبی کارمند رسمی  وزارت کشور و دارای تحصیلات لیسانس راه و ساختمان، فوق لیسانس مدیریت و دکترای برنامه ریزی شهری است.

## سوابق
- استاندار کرمانشاه (۱۴۰۳–اکنون)
- سرپرست معاونت سیاسی، امنیتی و اجتماعی استانداری قزوین (۱۳۹۸–۱۴۰۰)
- معاون هماهنگی امور اقتصادی استانداری قزوین (۱۳۹۵–۱۳۹۸)
- معاون هماهنگی امور عمرانی استانداری قزوین (۱۳۹۲–۱۳۹۵)
- معاون هماهنگی امور عمرانی استانداری کهگیلویه و بویراحمد
- فرماندار گچساران
- شهردار یاسوج
- مدیرکل راه و ترابری کهگیلویه و بویراحمد
- مدیرکل دفتر فنی استانداری کهگیلویه و بویراحمد
- معاون فنی و عمرانی شهرداری یاسوج[۳]